# Apriltsi (huyện)
Apriltsi là một huyện thuộc tỉnh Lovech, Bungaria. Dân số thời điểm năm 2001 là 4137 người.